# Дмитренки (Решетиловский район)
Дмитренки (укр. Дмитренки) — село,
Кукобовский сельский совет,
Решетиловский район,
Полтавская область,
Украина.
Код КОАТУУ — 5324281403. Население по переписи 2001 года составляло 23 человека.

## Географическое положение
Село Дмитренки находится на левом берегу реки Говтва,
выше по течению на расстоянии в 1,5 км расположено село Тутаки,
ниже по течению примыкает село Белокони.
Река в этом месте извилистая, образует лиманы, старицы и заболоченные озёра.
Рядом проходит автомобильная дорога Т-1721.